# 五城目警察署
五城目警察署（ごじょうめけいさつしょ）は、秋田県警察が管轄する警察署の一つで、秋田県内では唯一郡部に置かれている警察署でもある。

## 管轄区域
- 潟上市
- 南秋田郡
  - 五城目町
  - 八郎潟町
  - 井川町
  - 大潟村

## 所在地
- 秋田県南秋田郡五城目町字七倉178番地4

## 沿革
- 1875年：秋田警察署第一警察出張所第一警察屯所第11小区警察分屯所として発足する。
- 1877年：秋田警察署五十目警察分署となる。
- 1926年：五城目警察署に昇格される。
- 1948年（昭和23年）：警察制度改革により、国家地方警察南秋地区警察署と自治体警察察署に分割される。
- 1951年（昭和26年）：警察法改正により自治体警察が廃止され、五城目地区警察署・昭和地区警察署に分割される。
- 1954年（昭和29年）：警察法施行により秋田県五城目警察署となる。
- 2005年（平成17年）：潟上市天王の管轄を男鹿警察署から移管される。
- 2008年（平成20年）：天王交番が天王幹部交番に改称する。[1]
- 2021年（令和3年）3月5日：真坂駐在所廃止[2]。

## 内部組織
- 警務課
  - 広報広聴係
  - 警務係
  - 被害者支援係
  - 留置管理係

- 会計課
  - 会計係

- 生活安全課
  - 生活安全係
  - 女性安全対策係
  - 少年係

- 地域課
  - 地域係
  - 機動警ら係

- 刑事課
  - 庶務係
  - 強行・窃盗犯係
  - 知能犯係
  - 組織犯罪対策係
  - 鑑識係

- 交通課
  - 交通係

- 警備課
  - 警備係

## 幹部交番

### 潟上市

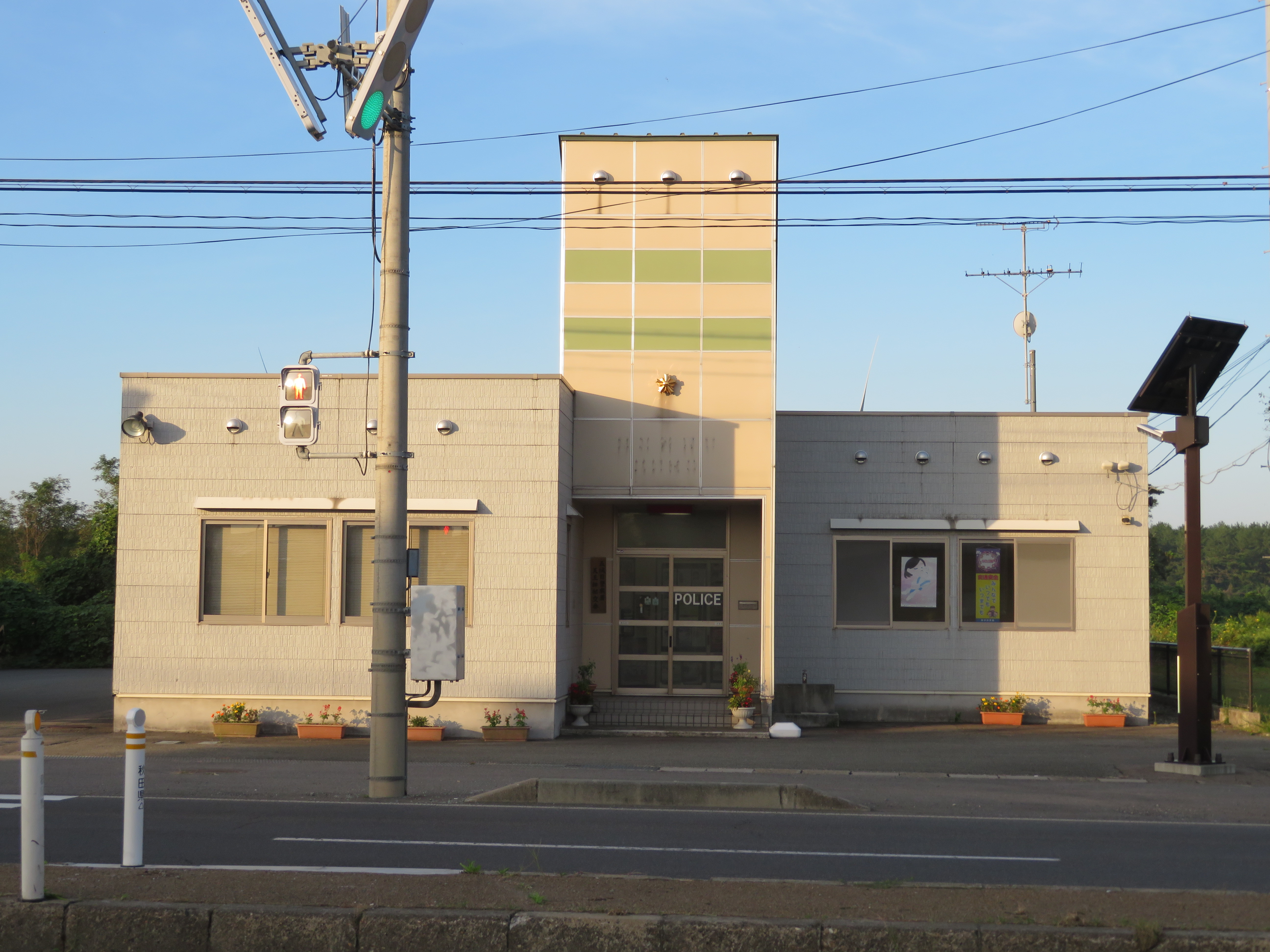
天王幹部交番

- 天王幹部交番 - 潟上市天王字蒲沼137番地77

## 交番

### 潟上市
- 上出戸交番 - 潟上市天王字北野164番地19
- 昭和交番 - 潟上市昭和大久保字堤の上104番地

## 駐在所

### 潟上市
- 飯田川駐在所 - 潟上市飯田川和田妹川字松ノ木18番地8

### 五城目町
- 大手駐在所 - 南秋田郡五城目町富津内富田字下川原89番地6

### 八郎潟町
- 八郎潟駐在所 - 南秋田郡八郎潟町字蒲沼1番地1

### 井川町
- 井川駐在所 - 南秋田郡井川町北川尻字海老沢樋ノ口36番地1

### 大潟村
- 大潟駐在所 - 南秋田郡大潟村字中央2番地7